# Бегуны (роман)
«Бегуны» (пол. Bieguni) — роман Ольги Токарчук. На русском языке публиковался в переводе Ирины Адельгейм.

## Содержание
Роман посвящён теме путешествий. Он состоит из отдельных новелл, эссе и путевых записей, объединённых общим сюжетом. В общей сложности насчитывается 116 фрагментов, длиной от одного предложения до 31 страницы. Истории также объединены единым рассказчиком.

## Критика и признание
Kirkus Reviews заявил, что книга стала «прекрасным введением в творчество крупного автора и истинным удовольствием для любителей современной европейской литературы».
В 2008 году роман был удостоен премии Нике, высшей литературной награды Польши. В 2018 году он получил престижную Международную Букеровскую премию.